# A Fighting Man
A Fighting Man è un film del 2014 scritto e diretto da Damian Lee, con protagonisti Dominic Purcell, James Caan e Famke Janssen.

## Trama
L'ex pugile Sailor O'Connor è un uomo a pezzi. Quando ad un certo punto ha la possibilità di ritornare sul ring, Sailor la coglie, nonostante l'avversario sia molto più giovane. Con l'aiuto del suo vecchio allenatore, si prepara ad uno scontro brutale e sanguinoso, durante il quale sarà costretto a confrontarsi con i suoi demoni.